# Watkinsia bella
Watkinsia bella är en skalbaggsart som beskrevs av Britton 1995. Watkinsia bella ingår i släktet Watkinsia och familjen Melolonthidae. Inga underarter finns listade i Catalogue of Life.